# Gilles Azzopardi
Gilles Azzopardi (Marsella, 20 de marzo de 1967-30 de octubre de 2020) fue un actor y director de teatro francés.

## Biografía
La carrera artística de Azzopardi comenzó con la música en 1995. Se unió al músico Richard Larroze y formó una banda llamada Azzo. Lanzaron un álbum titulado IL = . En 1997, mientras se mezclaba y editaba el álbum, Luc Besson le ofreció a Azzopardi una audición para la película Taxi. Aunque fue un papel pequeño, avanzó significativamente en su carrera. Su siguiente audición fue para la película Le schpountz, aunque Azzopardi no recibió un papel. Sin embargo, sus lanzadores creían que tenía un futuro brillante por delante.
En 1998, Azzopardi comenzó a formarse en el Chocolat-Théâtre de Marsella. Después de tres años, el teatro comenzó a permitirle actuar en producciones teatrales. Creó su propia compañía de teatro llamada Les Spécimens. En múltiples producciones, combinó su talento en la dramaturgia, la dirección y la actuación.
Gilles Azzopardi falleció el 30 de octubre de 2020 a la edad de 53 años tras una larga enfermedad.

## Carrera

### Teatro

#### Dramaturgo, director y actor
- Alucinación (2001)
- Masculin Plurielle (2002)
- Château, bisturí y viande froide (2003)
- Le grand chambardement (2004)
- Los francotiradores de l'info (2005)
- Buzz Off (2006)[3]
- Le Grand Cirque (2007)
- Le grand chambardement (repetición) (2009-2011)[4]
- La chaise ou qui veut gagner des milliards ? (2010)[5]
- Don Facciomacco (2012)

#### Dramaturgo y director
- Le béret de la tortue

#### Director
- Le sens du ludique (2005)
- L'Arapède (2005)
- Poétique et névrotique (2007)
- Un cacou et une cagole (2007)
- L'œuf, la poule ou Nicole (2010)

#### Actor
- Théâtre sans animaux
- Le dîner de cons

### Filmografía
- Saint-Tropez
- Muelle 13
- Le Tuteur
- Le Miroir de l'eau
- Chante !
- Paul Sauvage (2004)
- Más belle la vie (2006)
- Enquêtes réservées (2009-2013)
- Les Toqués (2010)
- Sin límite (2012)
- Más belle la vie (2018)

## Premios
- Premio Director y Premio de Interpretación por Buzz Off en el Festival de Gémenos (2006)
- Premio a la Comedia Bet para Masculin Plurielle en el Festival FADA (2007)